# Helmut Wechselberger
Helmut Wechselberger (Jerzens, 12 febbraio 1953) è un ex ciclista su strada austriaco.
Ai campionati del mondo 1987 si aggiudicò la medaglia di bronzo nella cronometro a squadre dilettanti; fu poi professionista dal 1987 al 1989.

## Carriera
Helmut Wechselberger passò professionista a tarda età, nell'ottobre 1987 a 34 anni, nella squadra Paini-Bottecchia-Sidi. Precedentemente si era imposto in diverse corse dilettantistiche, vincendo il Rheinland-Pfalz-Rundfahrt, il Niedersachsen-Rundfahrt, l'Österreich-Rundfahrt due volte e il campionato austriaco in linea nel 1984.
Il passaggio al professionismo fu un successo: nei primi mesi vinse la corsa più antica d'Europa, la cronometro individuale Firenze-Pistoia, mentre nel 1988 fece suo il Tour de Suisse, aggiudicandosi anche due tappe. L'anno seguente partecipò al Tour de France, in cui terminò quarantaduesimo nella classifica generale, dopo il settimo posto nella cronometro finale.

## Palmarès
- 1980 (Dilettante)

Classifica generale Niederosterreich Rundfahrt
- 1981 (Dilettante)

Classifica generale International Ernst-Sachs-Gedachtnis-Rennen
- 1982 (Dilettante)

Classifica generale Wien-Rabenstein-Gresten-Wien
Classifica generale Rheinland-Pfalz-Rundfahrt
9ª tappa Österreich-Rundfahrt (Klopeinersee)
Classifica generale Österreich-Rundfahrt
Classifica generale Niederösterreich Rundfahrt
7ª tappa Grand Prix Tell
- 1983 (Dilettante)

Giro delle Regioni
8ª tappa Österreich-Rundfahrt (Stubaier Gletscherbahn)
9ª tappa Österreich-Rundfahrt (Ginzling-Schlegeis-Stausee)
- 1984 (Dilettante)

Campionati austriaci, Prova in linea Dilettanti
Campionati austriaci, Prova in linea Elite
- 1985 (Dilettante)

6ª tappa Österreich-Rundfahrt (Gmünd in Kärnten)
Classifica generale Niederösterreich Rundfahrt
- 1986 (Dilettante)

5ª tappa Österreich-Rundfahrt (Ossiacher See)
Classifica generale Österreich-Rundfahrt
- 1987 (Dilettante)

8ª tappa Österreich-Rundfahrt (Rund um den Mondsee, cronometro)
Classifica generale Giro della Bassa Sassonia
Trofeo Alcide De Gasperi
Chur-Arosa (corsa in salita)
- 1987 (Paini-Bottecchia-Sidi, tre vittorie)

Firenze-Pistoia
- 1988 (Malvor-Bottecchia-Sidi, tre vittorie)

3ª tappa Tour de Suisse
6ª tappa Tour de Suisse
Classifica generale Tour de Suisse

## Piazzamenti

### Grandi Giri
- Giro d'Italia

1988: 23º
- Tour de France

1989: 42º
- Vuelta a España

1989: 37º

### Classiche monumento
- Milano-Sanremo

1988: 96º
1989: 72º
- Liegi-Bastogne-Liegi

1989: 101º
- Giro di Lombardia

1987: 19º
1989: 42º

### Competizioni mondiali
- Campionati del mondo

Colorado Springs 1986 - In linea Dilettanti: 20º
Villach 1987 - Cronometro a squadre Dilettanti: 3º
Ronse 1988 - In linea: 43º
Chambéry 1989 - In linea: ritirato
- Giochi olimpici

Los Angeles 1984 - In linea: 15º
Los Angeles 1984 - Prova a squadre: 11º